# Prikljutjenija pingvinjonka Lolo
Prikljutjenija pingvinjonka Lolo (russisk: Приключения пингвинёнка Лоло) er en sovjetisk-japansk animationsfilm fra 1986 af Kenjirō Yoshida og Gennadij Sokolskij.